# X-Wife
X-Wife est un groupe de dance-punk portugais, originaire de Porto.

## Biographie
Pendant la même période durant laquelle João Vieira a formé Club Kitten, lui et Rui Maia, décident de jammer ensemble. Après avoir rencontré Fernando Sousa (alors que le groupe s'appelait Stealing Orchestra), X-Wife se complète. X-Wife se forme alors officiellement en mars 2002. Après plusieurs démos enregistrées par Vieira sur mini-disque pendant un séjour à Londres, le groupe démarre les répétitions. Un A&R du label Nortesul assiste à l'un d'entre elles et décide de signer un contrat avec le trio. 
En 2003, ils publient l'EP Rockin' Rio, qui comprend les morceaux Rockin' Rio, Eno et We Are. Le morceau Rockin' Rio est diffusé à la radio, comme pour Action Plan malgré le fait qu'il n'ait été publié comme single. L'album est bie naccueilli par la presse, et le groupe tourne dans les festivals estivaux. 
En janvier 2004, X-Wife publie son premier album Feeding the Machine. Le 10 avril 2006, ils publient l'album Side Effects, avec Ping-Pong comme premier single. Le clip de Ping-Pong est réalisé par Kalle Kotila et Malakias (Las Palmas Films). Realize est le second single issu de Side Effects, qui sera clippé par André Cepêda. Side Effects est publié par Spain by PuPilo Records en 2007. 
Le troisième album de X-Wife, Are You Ready for the Blackout?, est publié à la fin septembre 2008, et débute au top 25 du marché portugais. Le premier single, On the Radio sert de générique à l'émission Skins diffusée sur MTV Portugal. En 2011, ils sortent l'album Infectious Affectional. Keep on Dancing est le premier single et classé 26 semaines au top 3 des ventes de sonneries au Portugal.
En 2015, après une pause de près de trois ans qui ont permis à João Vieira et Rui Maia de sortir leurs premiers albums avec White Haus et Mirror People, et Fernando Sousa de rejoindre Best Youth, There Must Be a Place et PZ, X-Wife - désormais à ses 13 ans d'existence - revient. Le nouveau single Movin’ Up, produit par le groupe, est publié. Il est sélectionné pour la bande-son du jeu vidéo FIFA 16.

## Discographie
- 2004 : Feeding the Machine
- 2006 : Side Effects
- 2008 : Are You Ready for the Blackout ?
- 2011 : Infectious Affectional